# Ihre Hoheit befiehlt
Ihre Hoheit befiehlt ist eine Filmkomödie und so genannte Tonfilmoperette aus dem Jahr 1931 nach einem Drehbuch von Paul Frank, Billy Wilder und Robert Liebmann. Regie führte Hanns Schwarz, in den Hauptrollen spielten Käthe von Nagy und Willy Fritsch. Die führenden Nebenrollen verkörperten Reinhold Schünzel und Paul Hörbiger.

## Handlung
Prinzessin Marie-Christine, die an den Hof gerufen wurde, um auf Wunsch des Königs demnächst den Fürsten von Leuchtenstein zu heiraten, hat für die höfische Etikette wenig übrig. Heimlich besucht sie einen Gesindeball und lernt dort den Leutnant Karl von Conradi kennen. Um ihre wahre Identität zu verschleiern, gibt sie sich als Mizzi, eine Maniküre, aus. Aber auch der Leutnant möchte seinen Beruf nicht preisgeben und stellt sich als Delikatessenhändler vor. Es entspinnt sich ein heftiger Flirt. Die Prinzessin ahnt nicht, dass ihr Treiben von Hofdetektiv Pipac beobachtet wird, der von Staatsminister Graf Herlitz zur Überwachung auf sie angesetzt wurde und amüsiert sich königlich.
Am nächsten Vormittag beobachtet die Prinzessin gemeinsam mit dem Staatsminister den Aufmarsch eines ihr just vom König verliehenen Regiments. Plötzlich erscheint Leutnant Conradi, der für seine Verspätung vom vorgesetzten Rittmeister zusammengestaucht wird und dadurch die Aufmerksamkeit der Prinzessin auf sich zieht. Freudig erkennt sie in ihm den vermeintlichen Delikatessenhändler der vorangegangenen Nacht und lässt ihn spontan zum Rittmeister befördern, sich sonst aber nichts anmerken. Dennoch erhält Conradi Stubenarrest für seine Verspätung. Gemeinsam geht das Paar trotzdem abends zum Schlittschuhlaufen und wird dabei erneut von Pipac beobachtet, der vom Staatsminister den Auftrag erhalten hat, ein Foto des vermeintlichen Delikatessenhändlers zu schießen, was ihm jedoch nicht gelingt. Unterdessen trifft Conradi, der sich eigentlich im Stubenarrest befinden sollte, an der Eisbahn auf den ihm vorgesetzten Major. Dadurch erfährt die sich immer noch als Mizzi ausgebende Prinzessin offiziell von seinem Offiziersstand und tadelt ihn, sie bewusst angelogen zu haben, wohl in der Annahme, ein Leutnant passe standesgemäß nicht zu einer Maniküre. Ihrer gegenseitigen Sympathie tut die Begebenheit jedoch keinen Abbruch.
Als am folgenden Morgen die Garde aufmarschiert, wiederholt sich die Szene des Vortages, denn Rittmeister Conradi wird vom Major für die Umgehung seines Stubenarrestes angebrüllt. Daraufhin lässt ihn die Prinzessin zum Major befördern, so dass ihm der Major zur Beförderung gratulieren muss, anstatt ihn zu entlassen. "Wenn das so weitergeht, dann ist der Mann übermorgen General", stellt der Staatsminister sarkastisch fest, was die Prinzessin mit einem "Hoffentlich!" quittiert. Der Staatsminister entspinnt daraufhin einen Plan. In dem Glauben, dass der nunmehr zum Major beförderte junge Mann die Prinzessin von den Gedanken an ihren Delikatessenhändler abbringen könnte, befiehlt er ihn für ein Rendezvous mit der Prinzessin an den Hof und befördert ihn für seine Mühen zum Oberstleutnant. 
Mit dem Befehl, sich der Prinzessin "so angenehm wie möglich" zu machen, sucht Conradi den Palast auf, begegnet dort zuerst Mizzi und glaubt, dass sie ihn aufgrund ihrer Enttäuschung über seinen ihr zuvor gestandenen Auftrag heimlich verfolgt hat. Als sie ihm kurz darauf vom Staatsminister offiziell als Prinzessin vorgestellt wird, traut er seinen Augen nicht und ist sehr verärgert. Dennoch folgt er ihren Anweisungen und widerspricht auch nicht, als sie dem Staatsminister mitteilt, ihn zu ihrem persönlichen Adjutanten machen zu wollen. Der Staatsminister wähnt sich in dem Glauben, sein Plan ginge auf und lässt den Hofdetektiv Pipac kommen, um diesem sein vermeintlich diplomatisches Geschick zu beweisen. Pipac erkennt jedoch sofort, dass es sich bei Conradi um den Delikatessenhändler handelt. Erschreckt gibt der Staatsminister nunmehr Conradi den Befehl, sich der Prinzessin "so unangenehm wie möglich" zu machen, was dieser aufgrund seiner Verärgerung gern befolgt. Die über den neuen Befehl noch ahnungslose Prinzessin lässt sich daraufhin zu einer Provokation hinreißen. In der Hoffnung, dass Conradi ihre Zeilen heimlich liest, notiert sie auf einem Zettel die Bereitschaft, den Fürsten von Leuchtenstein zu heiraten und bittet den Offizier, die Botschaft dem Staatsminister zu überbringen. Zu ihrem Entsetzen kommt dieser ihrem Wunsch nach, ohne auf den Zettel zu gucken. Der Staatsminister hingegen ist hocherfreut und befördert Conradi für die Leistung, sich vermeintlich "unangenehm" gemacht zu haben, zum General.
Schon am Abend auf dem Hofball soll die Verlobung der Prinzessin mit dem Fürsten stattfinden. Letzterer zeigt sich jedoch äußerst desinteressiert und gibt seinem Hobby, den ägyptischen Ausgrabungen, eindeutig den Vorzug. So kommt es, dass die Prinzessin den Eröffnungswalzer mit Conradi tanzt. Entgegen der Etikette verlässt sie anschließend den Hofball, gefolgt von Conradi, während der König den Staatsminister zu sich befiehlt. Der Grießbrei ist angebrannt. Seine Majestät ist ein Kind.

## Produktionsnotizen
Der Film Ihre Hoheit befiehlt wurde ab 20. Januar 1931 innerhalb von vier Wochen auf dem Ufa-Gelände in Neubabelsberg gedreht, wo nach den Entwürfen des Filmarchitekten Erich Kettelhut eine riesige Winterlandschaft mit Eisbahn sowie verschiedene Straßenzüge aufgebaut wurden.
Das Drehbuch unter anderem aus der Feder von Billy Wilder ist dessen vierte Arbeit und entstand unmittelbar nach den Filmerfolgen von Menschen am Sonntag (1930) und Der Mann, der seinen Mörder sucht (1930), für die er ebenfalls das Script verfasste. Es nimmt die militärische Ordnung sowie preußische Befehlshörigkeit aufs Korn und ist außerdem geprägt von zahlreichen Slapstick-Einfällen, wie man sie aus den Filmen von Charlie Chaplin kennt. Der Film weist ferner einige Trickfilmaufnahmen durch Überblendungen auf.
Als musikalische Gäste sind die Comedian Harmonists im Film vertreten.
Der Film passierte am 2. März 1931 die Zensur und wurde unter Anwesenheit der Haupt- und Nebendarsteller am 4. März 1931 im Berliner Gloria-Palast uraufgeführt. Am Vortag fand bereits eine Vorab-Premiere in Mannheim statt.

## Französische Fassung
Parallel zur deutschen Version wurde auch ein französischsprachiger Versionenfilm unter dem Titel Princesse! À vos ordres! gedreht. Die Hauptrolle der Prinzessin übernahm Lilian Harvey, für den männlichen Part des Carl de Berck wurde Henri Garat engagiert. Auch die restlichen Rollen wurden an französische Darsteller vergeben, dem Regisseur Hanns Schwarz stand mit Max de Vaucorbeil außerdem ein französischer Kollege zur Seite. Die Dialoge des Drehbuchs übersetzte Jean Boyer.

## Musik
- Frag nicht wie, frag nicht wo.

Die Melodie stellt das musikalische Leitmotiv des Films dar und kommt sowohl in instrumentaler als auch in gesanglicher Version daher. Die Musik komponierte Werner Richard Heymann, der Text stammt von Ernst Neubach.
- Du hast mir heimlich die Liebe ins Haus gebracht

Im Film gesungen von Käthe von Nagy und Willy Fritsch, erschien der Titel als Schallplattenaufnahme wiederum in einer Duett-Version Fritschs mit Lilian Harvey. Die Musik komponierte Werner Richard Heymann, der Text stammt von Robert Gilbert.
- Bisschen dies und bisschen das

Auch dieses Stück ist mehrfach und in verschiedenen Tempi im Film vertreten. Die Musik stammt ebenfalls von Werner Richard Heymann, der Text von Robert Gilbert. Als Instrumental bildet es das Intro des Films und wird vom Orchester auf dem Gesindeball gespielt. 
In einer weiteren Szene singen die Comedian Harmonists den Refrain, während sie als Köche das Essen des Königs zubereiten. Es handelt sich dabei um einen ansonsten unveröffentlichten Titel des Ensembles, das dieses Musikstück ausschließlich im Film sang und nicht auf Schallplatte aufnahm.
Eine dritte Szene schließlich lässt den Schauspieler Reinhold Schünzel das Lied mit Orchesterbegleitung in Strophe und Refrain halb singen und halb sprechen, wobei er von Paul Hörbiger unterstützt wird. Auch diese Version kam nicht als Schallplatte in den Handel und ist nur im Film zu hören.

## Kritiken
„Das Sympathischste an dem ganzen Manuskript ist sein parodistischer Ton; vor allem wird das Milieu verulkt, alles wird verspottet, Hofschranzen, Diplomaten, Militär; da kriegt jeder was ab; und trotzdem ist das Ganze ein harmloser Spaß, der niemandem weh tut und alle erheitert.“

„Gagreiches, beschwingt inszeniertes Operettenmärchen, das Motive aufweist, die Co-Autor Billy Wilder später des Öfteren variierte: Rollenspiel, Verkleidung, Identitätswechsel.“